# Herbert Fux
Pour les articles homonymes, voir Fux.
Herbert Fux, né le 25 mars 1927 à Hallein et mort le 13 mars 2007 à Zurich, est un acteur et homme politique autrichien. Il fut membre du parti politique Les Verts - L'alternative verte.

## Biographie
Herbert Fux est arrivé à Salzbourg à l'âge de cinq ans. Après le lycée, il a passé son baccalauréat en 1944. Son beau-père Franz Wettig était membre de la direction du théâtre régional de Salzbourg de 1933 à 1937. C'est ainsi que Fux est entré très tôt en contact avec le théâtre. Il a étudié au Mozarteum de Salzbourg et a ensuite joué dans divers théâtres.
Dans les années 1960, il s'est fait connaître en jouant d'abord dans des films de série B et des polars, raison pour laquelle il a souvent été qualifié de "méchant de cinéma". Mais bientôt, il a également travaillé avec des réalisateurs renommés du cinéma européen. Il jouait souvent des rôles secondaires bizarres, toujours très profilés. De 1981 à 1984, il a en outre fait partie de l'ensemble de l'émission musicale Bananas diffusée sur ARD. Il a joué dans environ 120 films et 300 productions télévisées. 
Il est marié à son épouse Edith (née en 1956) depuis octobre 1987. En 2007, en raison d'une grave maladie, Fux s'est donné la mort avec l'aide de l'organisation suisse d'accompagnement des mourants Dignitas à Zurich. Son corps a été rapatrié en Autriche et enterré dans le cimetière municipal de son lieu de naissance, Hallein.

## Parcours politique
En juillet 1977, il a fondé à Salzbourg, avec Richard Hörl et Eckehart Ziesel, la "liste des citoyens pour sauver la vieille ville de Salzbourg contre l'urbanisation des espaces verts et la spéculation foncière, la corruption et la proportionnalité des partis". En octobre 1977, Herbert Fux et son collègue de parti Richard Hörl sont élus au Conseil municipal la ville de Salzbourg. 
En 1982, Fux est l'un membre fondateur des Verts autrichiens unis (VGÖ). En 1983, alors qu'il était l'une des têtes de liste du VGÖ aux élections législatives, il a été victime de ce qui s'est avéré être un faux article d'interview sur sa vie sexuelle dans le magazine Basta, édité par Wolfgang Fellner. À la suite de cela, il a été exclu du parti. 
Lors des élections législatives autrichiennes de 1986, Fux a été élu au Conseil national, la chambre basse du parlement autrichien, en tant que candidat de l'Alternative verte. Il a été député au Parlement jusqu'en décembre 1988, puis une nouvelle fois de novembre 1989 à novembre 1990,. Plus tard, il est devenu président de la commission culturelle de la ville de Salzbourg. À la fin des années 1990, il rompt avec les Verts et avec la liste citoyenne autrichienne. En 2003, il rend son titre de président d'honneur du groupe vert au Conseil national, se qualifiant lui-même de vert indépendant. 
Même après son retrait de toutes les fonctions politiques, Herbert Fux s'est engagé, désormais surtout à son deuxième domicile à Vienne, dans les questions de protection des monuments et de conservation des vieilles villes, par exemple dans le cadre de la déclaration du centre-ville de Vienne comme patrimoine culturel mondial au sens de l'UNESCO. Il était membre actif de la Société autrichienne pour la conservation des monuments et des sites et a effectué des visites de vieilles villes et des recherches sur la protection des monuments à Vienne avec le Réseau autrichien de protection des monuments. Il s'est notamment penché sur le projet controversé de gratte-ciel Wien Mitte ainsi que sur les ruines incendiées des Sofiensäle, classées monuments historiques, et a protesté contre les aménagements de combles hors d'échelle. Jusqu'à la fin, Fux s'est engagé pour une politique proche des citoyens. Il s'est en outre engagé, avec une initiative citoyenne, contre la construction d'un parking souterrain sur le Neuer Markt.

## Filmographie partielle

### Cinéma
- 1960 : Geständnis einer Sechzehnjährigen
- 1961 : Un homme dans l'ombre (Mann im Schatten)
- 1961 : Adorable Julia
- 1962 : Le Caporal épinglé
- 1962 : Le Bandit et la Princesse (... und ewig knallen die Räuber)
- 1962 : L'Ivresse de la forêt (Waldrausch)
- 1962 : Mariandls Heimkehr
- 1962 : Der rote Rausch
- 1963 : Interpol contre stupéfiants (Die schwarze Kobra)
- 1963 : Bal masqué à Scotland Yard (Maskenball bei Scotland Yard)
- 1963 : Ist Geraldine ein Engel?
- 1963 : L'Auberge enchantée (Im singenden Rößl am Königssee)
- 1964 : Tim Frazer jagt den geheimnisvollen Mister X
- 1965 : Die Geißel des Fleisches
- 1966 : Le congrès s'amuse
- 1966 : Mes funérailles à Berlin (Funeral in Berlin)
- 1966 : Commissaire X : Halte au L.S.D. (Kommissar X - Drei grüne Hunde)
- 1966 : Le Secret du rapport Quiller (The Quiller Memorandum)
- 1966 : Le Carnaval des barbouzes (Gern hab' ich die Frauen gekillt)
- 1966 : Liselotte von der Pfalz
- 1966 : Wilder Reiter GmbH
- 1967 : Deux billets pour Mexico
- 1967 : Pension Clausewitz
- 1967 : La Maison des mille poupées (La casa de las mil muñecas) de Jeremy Summers
- 1967 : Au diable les anges (Operazione San Pietro)
- 1968 : Services spéciaux, division K (Assignment K)
- 1968 : Der Gorilla von Soho
- 1968 : Ich spreng' Euch alle in die Luft – Inspektor Blomfields Fall Nr. 1
- 1968 : Commissaire X et les Trois Serpents d'or (Kommissar X – Drei goldene Schlangen)
- 1968 : Pas de pitié pour les salopards (Al di là della legge)
- 1969 : Le Château de Fu Manchu (The Castle of Fu Manchu)
- 1969 : Ces messieurs aux gilets blancs (Die Herren mit der weißen Weste)
- 1969 : L'odio è il mio Dio
- 1969 : Feux croisés sur Broadway (Todesschüsse am Broadway)
- 1969 : Secteur interdit (en) (Die Engel von St. Pauli)
- 1969 : Kuckucksei im Gangsternest
- 1970 : La Marque du diable (Hexen bis aufs Blut gequält) de Michael Armstrong et Adrian Hoven : Jeff Wilkens, l'exécuteur
- 1970 : Beiß mich, Liebling
- 1970 : Les Inassouvies (Philosophy in the Boudoir) de Jesús Franco
- 1970 : Michel Strogoff
- 1971 : Lady Frankenstein, cette obsédée sexuelle (La figlia di Frankenstein)
- 1971 : Tante Trude aus Buxtehude
- 1971 : Il y a toujours un fou
- 1971 : Ore di terrore / Kreuzfahrt des Grauens
- 1971 : Das haut den stärksten Zwilling um
- 1972 : Trubel um Trixie
- 1972 : À la guerre comme à la guerre de Bernard Borderie
- 1972 : Far West Story (La banda J.S. : Cronaca criminale del Far West)
- 1972 : Sex-shop
- 1973 : Le Serpent
- 1973 : L'emigrante
- 1974 : Auf ins blaukarierte Himmelbett
- 1974 : Le Dossier Odessa (The Odessa File)
- 1975 : Trinita, une cloche et une guitare (Prima ti suono e poi ti sparo)
- 1975 : L'Honneur perdu de Katharina Blum (Die verlorene Ehre der Katharina Blum) de Volker Schlöndorff et Margarethe von Trotta
- 1976 : Rosemaries Tochter
- 1976 : Jack l'Éventreur (Jack the Ripper – Der Dirnenmörder von London)
- 1976 : Les 21 heures de Munich (21 Hours at Munich)
- 1977 : Das chinesische Wunder
- 1977 : Lettres d'amour d'une nonne portugaise
- 1977 : Die Vertreibung aus dem Paradies
- 1977 : L'Œuf du serpent (The Serpent's Egg)
- 1977 : Drei Schwedinnen in Oberbayern
- 1978 : S.O.S. danger uranium (Agenten kennen keine Tränen / A chi tocca, tocca…!)
- 1978 : Zwei tolle Käfer räumen auf
- 1978 : Götz von Berlichingen mit der eisernen Hand
- 1978 : Woyzeck
- 1979 : La Fac en délire (Austern mit Senf)
- 1980 : Warum die UFOs unseren Salat klauen
- 1981 : Egon Schiele, enfer et passion
- 1981 : Der Bockerer
- 1982 : Ein dicker Hund
- 1983 : Plem, Plem – Die Schule brennt
- 1985 : Big Mäc
- 1987 : Zärtliche Chaoten
- 1993 : Les Trois Mousquetaires (The Three Musketeers)
- 1999 : Astérix et Obélix contre César
- 2002 : Feuer, Eis und Dosenbier
- 2004 : Silentium
- 2006 : Vineta (de)

### Télévision
- 1967 : Das Kriminalmuseum – Teerosen
- 1971 : Das Messer
- 1972 : Tatort (série télévisée) Rattennest
- 1974 : Der kleine Doktor - "Ein Holländer in Paris"
- 1975 : Ein echter Wiener geht nicht unter - "Jahreswende"
- 1975 : Nonstop Nonsens
- 1975 : Des Christoffel von Grimmelshausen abenteuerlicher Simplicissimus (TV-Mehrteiler)
- 1976 : König Drosselbart
- 1977 : Les Routiers – Ganoven unter sich
- 1981 : Dantons Tod, téléfilm de Rudolf Noelte :
- 1992 : Kaisermühlen-Blues
- 1994 : Großstadtrevier – Body Check
- 1994 : Hölleisengretl
- 1995 : Die Fernsehsaga – Eine steirische Fernsehgeschichte
- 1996 : Hochwürdens Ärger mit dem Paradies
- 1996 : Stockinger
- 1997 : Ein idealer Kandidat
- 2005 : Les Enquêtes d'Agatha - Alles oder nichts
- 2005 : Pfarrer Braun "Bruder Mord"
- 2005 : SOKO Kitzbühel – "Die Todesquelle"
- 2005 : SOKO Donau – Planspiele
- 2005 : Ein Paradies für Tiere
- 2006 : Gernstl unterwegs : Gernstl in Wien
- 2007 : Ein Paradies für Pferde